# Ràtzia de 1003
La ràtzia de 1003 fou una campanya del califat de Còrdova contra el comtat de Barcelona
A la mort d'Almansor el 10 d'agost de 1002 a Madina Salim, tres dies després de la batalla de Calatañazor el va succeir com hadjib el seu fill Abd al-Malik al-Muzaffar. Els regents de Lleó, el comte gallec Menendo Gonzàlez, la seva dona Na Major i Elvira de Castella i de Ribagorça, la mare del rei, van rebutjar pagar el tribut a Còrdova. El mateix va fer el comte de Barcelona i el comte de Castella, i aprofitant la feblesa musulmana, els catalans van atacar la frontera, enfrontant-se a la batalla d'Albesa però foren derrotats.
Abd al-Malik va iniciar el 1003 la seva primera campanya a les zones de frontera (thughur), aquesta contra el Comtat de Barcelona (Bilad al-Ifrandj), i va devastar la Torre Granada, les regions occidentals, la serra del Montseny, les de l'Anoia i Bages al comtat d'Osona, i destruint els castells de Montmagastre, Meià i Castellolí, la vila de Manresa i capturant Ermengol I d'Urgell.